# Fromond de Coutances
Saint Fromond de Coutances (Fromundus) est un évêque de Coutances de la seconde moitié du VIIe siècle.
Considéré comme Saint par les Églises catholique et orthodoxes, sa mémoire est célébrée le 24 octobre.

## Biographie
Selon la tradition, Fromond serait né à Brévands. Vers 650 Fromond fonde un monastère d'hommes dans un lieu qui prendra son nom : Saint-Fromond. Il aurait dirigé ce monastère avant d'être nommé évêque en 677. Ce monastère aurait ensuite été rattaché à l'abbaye de Cerisy-la-Forêt après la conquête normande.

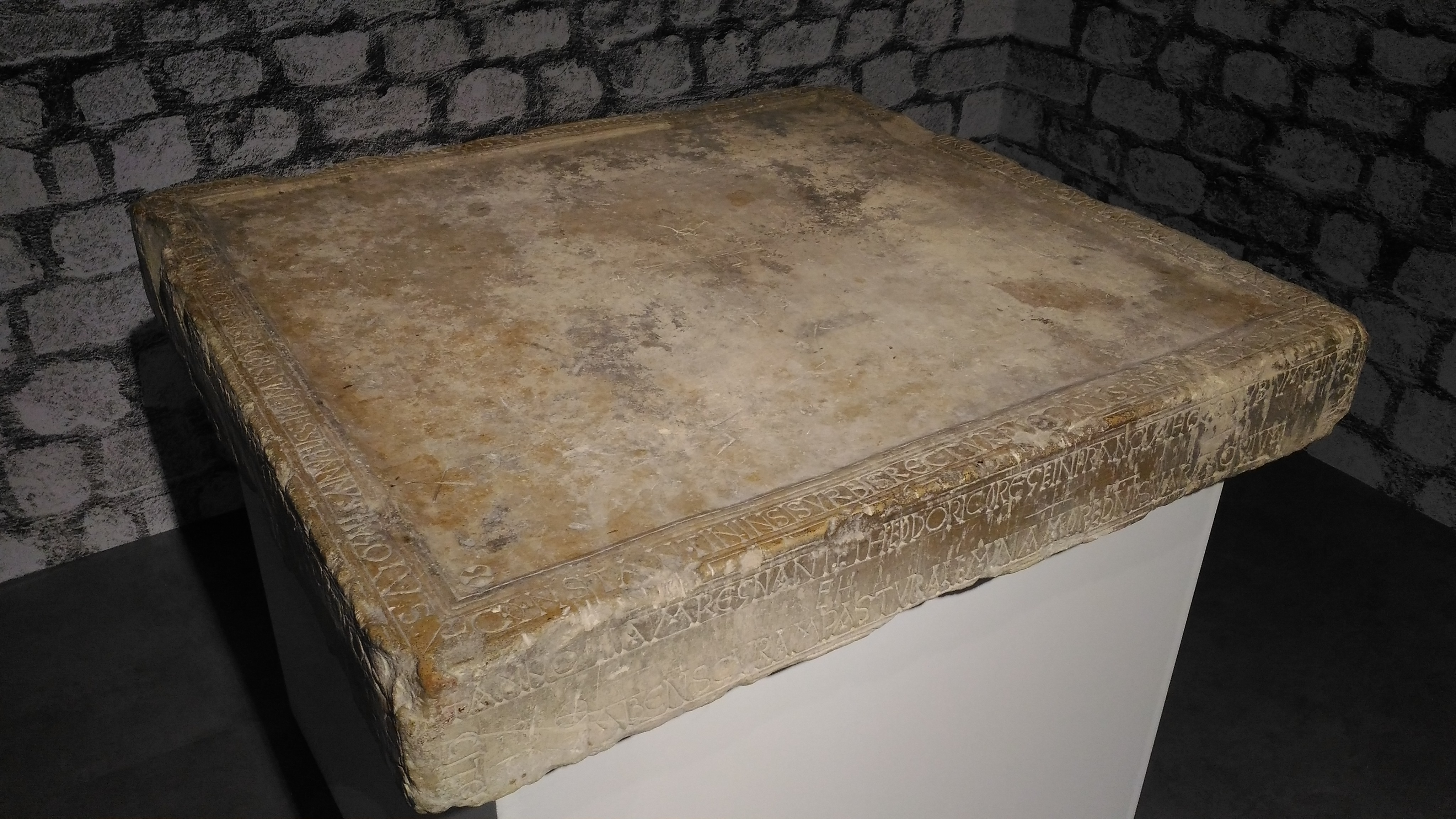
Autel du Ham recelant la gravure.

Il est évêque de Coutances de 677 à 690. Il fonde en 677 le monastère du Ham près de Montebourg,. Cette fondation est attestée par la découverte dans l'église de cette ville d'un autel mérovingien qui comporte une inscription datant d'environ 679 et qui explique comment Fromundus, pontife et recteur de Coutances, a construit et dédié cet autel en l'honneur de la Vierge,, et comment le monastère du Ham a été entouré de murs sous le règne de Thierry III. Une gravure sur un retable présent dans l’église Saint-Pierre du Ham fait également référence à cet évêque.
La citation complète découverte sur l'autel est : 
« Le recteur de la ville de Coutances, le seigneur Fromond, pontife, en l'honneur de la bienfaisante Marie, mère du
Seigneur, a dans la foi élevé ce temple et cet autel, et en a fait la dédicace solennelle à la mi-août. Que l'anniversaire
de cette fête soit célébré chaque année. L'an sixième du règne de Thierry III, roi de France, l'évêque Fromond qui vit
encore heureusement, entoura de murs solides ce monastère. Exerçant sa charge pastorale dans l'amour du
Seigneur, il établit de la plus heureuse façon la bergerie de ses ouailles. Il voulut les mettre à l'abri de la morsure des
loups dévorants. Il prit grand soin de les diriger vers les pâturages éternels du Christ, unies au chœur des vierges,
avec Marie la très sainte. Avec elle. Puissent-elles vivre et exulter dans les siècles éternels. De plus, le roi a concédé
le terrain pour ce couvent. Fromond a commencé lui-même la construction avant de devenir évêque... A la suite de
plusieurs largesses, il lui donna encore d'autres prairies, au nombre de sept. C'est ainsi que fut fondée cette basilique
en l'honneur du Seigneur.

Exerçant sa charge pastorale dans l'amour du Seigneur, l'évêque Fromond établit de la plus heureuse façon la
bergerie de ses ouailles. Il voulut les mettre à l'abri de la morsure des loups dévorants. Il prit grand soin de les diriger
vers les pâturages éternels du Christ, unies au chœur des vierges, avec Marie la très sainte... ».
À sa mort en 691, l'évêque est enterré dans le monastère qu'il avait fondé. Celui-ci devient un lieu de pèlerinage.
Considéré comme Saint par l’Église catholique comme par l’Église orthodoxe, sa mémoire liturgique est célébrée le 24 octobre. Des traces remontant au XIIe siècle attestent de son culte dans certaines abbayes de sa région.